# أنس أبو يوسف
أنس سمير أبو يوسف، من مواليد 16 نوفمبر 1989، هو سباح قطري، شارك في دورة الألعاب الآسيوية مرتان عامي 2002 و2006، وكذلك شارك في دورة الألعاب الأولمبية التي استضافتها العاصمة اليونانية أثينا سنة 2004.